# Jacques-Louis David
Jacques-Louis David (Parijs, 30 augustus 1748 – Brussel, 29 december 1825), vaak kortweg David genoemd, was een Frans kunstschilder van "nuchtere" historiestukken en portretten. Hij was de leidende figuur van het neoclassicisme en beïnvloedde veel 19e-eeuwse Franse schilders.
David schilderde in de neoclassicistische stijl, waarbij hij zijn onderwerpen uit klassieke bronnen haalde. Hij schilderde geen ruïnes, zoals tot dan toe werd gedaan, maar probeerde de Romeinse Republiek te actualiseren. David weigerde om de klassieke kunst te kopiëren en koos ervoor om zijn talent en de vormen van de klassieke kunst te gebruiken voor revolutionaire ideeën, propagandistische doeleinden en om de waarden van patriottisme en de democratie te prijzen.
David stelde tekening en herkenbare vorm boven (heldere) kleuren. Zijn schilderijen over de klassieke oudheid en de Franse Revolutie ademen deugd, heroïsche spanning en een Spartaanse sfeer. David was lid van een van de twee revolutionaire regeringscomités tijdens het schrikbewind van Robespierre en werd de ceremoniemeester en huisschilder van de Franse Revolutie.

## Biografie
David werd op 9-jarige leeftijd ondergebracht bij zijn welgestelde oom, Jacques Desmaisons, een architect, nadat zijn vader was gedood in een duel. Hij kreeg een voortreffelijke opleiding, maar was geen bijzonder goede student, want David had een spraakgebrek en tekende het liefst.

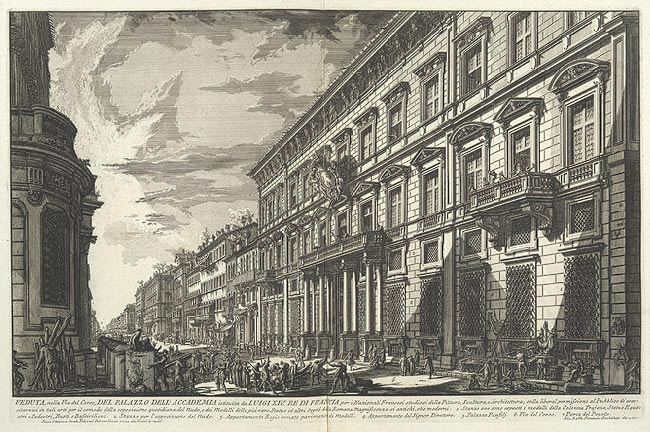
Palazzo Mancini in Rome, waar de Académie sinds 1725 was gevestigd. Gravure door Giovanni Battista Piranesi, 1752.

Zijn opleiding verkreeg hij bij François Boucher, een ver familielid en Joseph-Marie Vien, die minder rococo-achtig werkte en hem beschermde. David bezocht de Koninklijke academie voor beeldhouw- en schilderkunst en dong vijfmaal naar de Prix de Rome, maar het succes liet lang op zich wachten. David speelde met zelfmoordgedachten. Pas in 1774 won hij met een schilderij over de Griekse arts Erasistratos. Tussen 1775 en 1780 verbleef hij met zijn leermeester Vien in Rome, die als directeur was benoemd van de kunstacademie, gevestigd in het paleis Mancini. David maakte voornamelijk tekeningen. Hij vulde twaalf schetsboeken - waarvan er nog steeds twee worden vermist - die hij de rest van zijn leven zou gebruiken. Hij ontmoette Anton Raphael Mengs, maakte kennis met de theorieën van Johann Joachim Winckelmann, de klassieke schrijvers en met de kunst uit de renaissance. Met zijn kennis van architectuur en bouwkunde werd hij gewaardeerd door archeologen en beeldhouwers. Na het zien van de ruïnes van Pompeï verklaarde David de kunstwereld te willen veranderen met de eeuwige concepten van het classicisme.

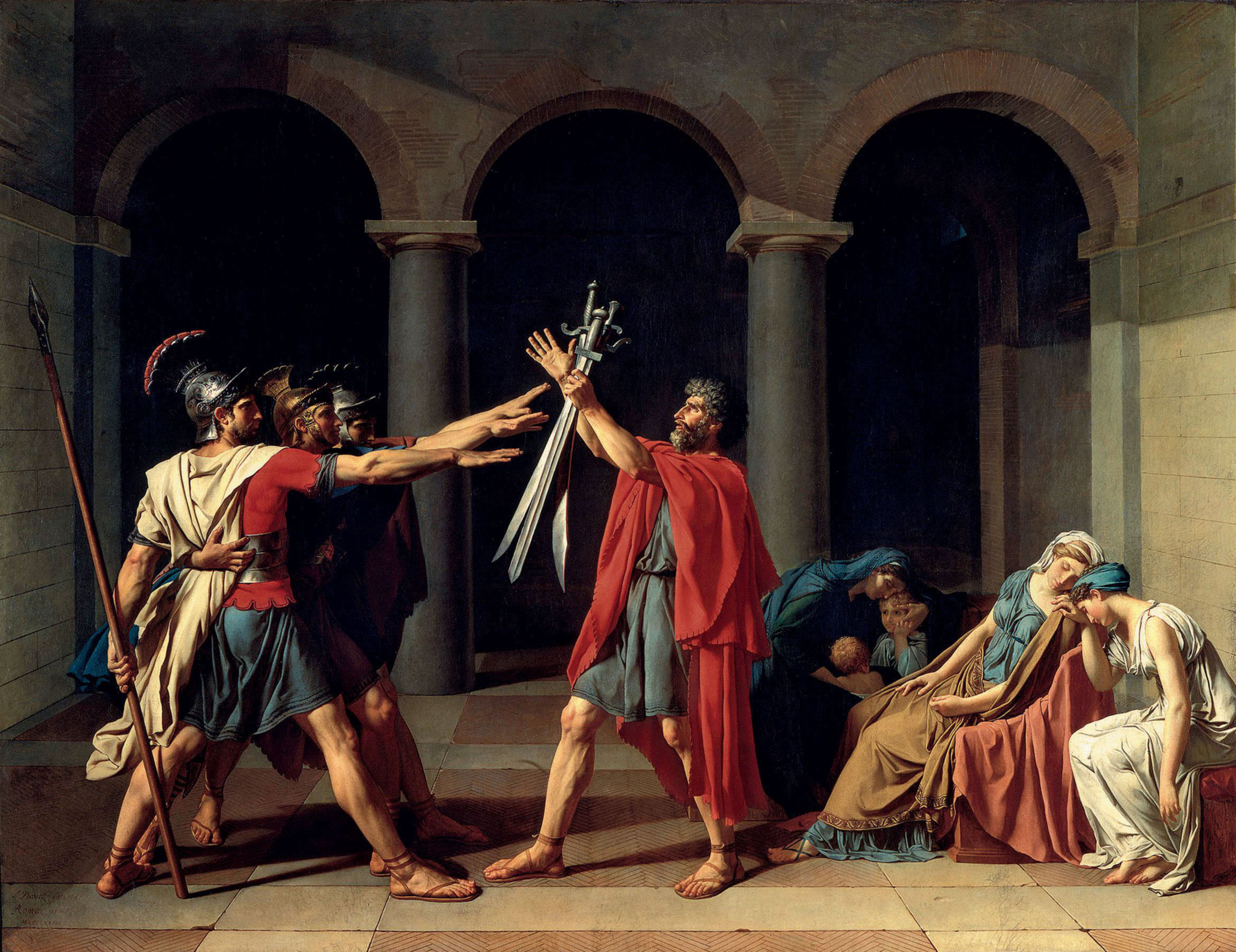
De eed van de Horatii (1785)

In 1781 was hij terug in Parijs en kreeg kritiek van Diderot op zijn religieuze werk De heilige Rochus smeekt de Maagd Maria om genezing van de pestlijders (1780) voor een ziekenhuis in Marseille. Drie jaar later werd hij definitief toegelaten tot de Koninklijke academie voor beeldhouw- en schilderkunst. David had inmiddels een huwelijk gesloten en op uitnodiging een appartement betrokken in het Louvre. Grote roem behaalde hij met het schilderij De eed van de Horatii van drie even oude broers en hun zuster die huilt vanwege het verlies van haar echtgenoot, die door een van hen is vermoord; "geen enkele pausverkiezing bracht ooit de gemoederen zo in beweging" schreef een eigentijdse verslaggever.
In 1787 schilderde hij De dood van Socrates, waarbij Socrates die op het punt staat de gifbeker te drinken, omringd is door twaalf leerlingen. De vergelijking met Christus die het laatste avondmaal nam met twaalf apostelen is duidelijk. David kreeg veel kritiek omdat het te veel leek op een bas-reliëf.

### Franse Revolutie

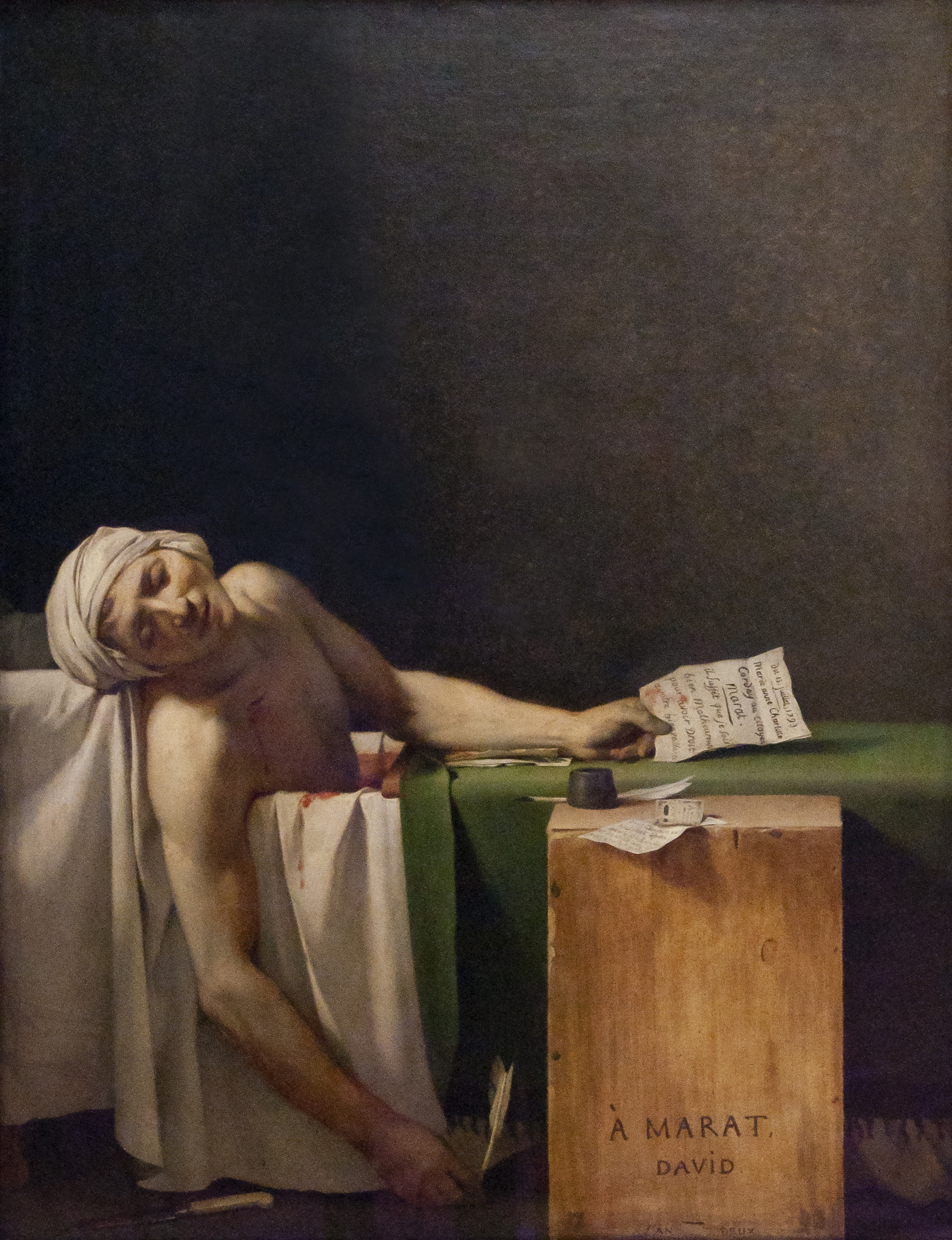
De dood van Marat (1793)

David was actief betrokken bij de Franse Revolutie en schilderde de scheikundige Antoine Lavoisier en in opdracht van de jakobijnen?
de Eed op de Kaatsbaan, waarbij hij 500 mensen zou moeten afbeelden. David stond voor een probleem. Hoe moest hij gelijkheid en broederschap in de pas opgerichte Assemblée Nationale afbeelden? Om het omvangrijke schilderij te financieren begon David fondsen te werven; 3.000 mensen schreven in op het project in de verwachting een soort kopie te verwerven. Sommige helden uit 1789 waren al in 1792 tot schurken bestempeld en David maakte het werk nooit af.
Al in 1790 verzette hij zich tegen het monopolie van de Koninklijke Academie die hem zo had tegengewerkt, door sommige van zijn werken niet uit te hangen en het beleid van de Parijse salon. De salon is in 1791 voor alle kunstenaars opengesteld.
David raakte bevriend met Maximilien de Robespierre en Jean-Paul Marat. In september 1792, toen de monarchie werd afgezworen en Frankrijk was veranderd in een republiek, nam hij zitting in de Nationale Conventie. Hij sloot zich aan bij de jakobijnen, een groep radicale republikeinen en tegenstander van de girondijnen, de meer gematigde republikeinen. Hij schilderde de in januari 1793 door de royalisten vermoorde Louis-Michel Le Peletier de Saint-Fargeau, die voor de executie van de koning had gestemd en een martelaar werd voor de vrijheid. David organiseerde de begrafenis voor Le Peletier. Ondertussen liet zijn vrouw zich van hem scheiden, omdat ook David voor de executie van de koning had gestemd.

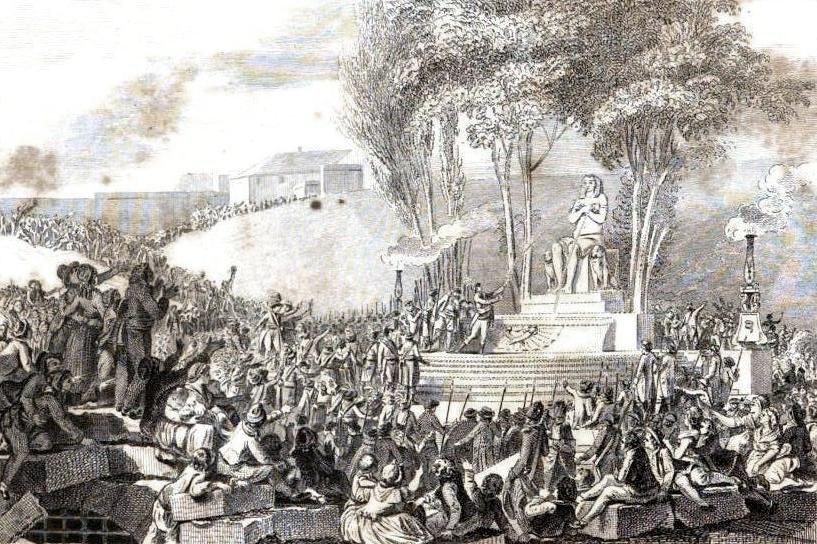
Het feest op 10 augustus 1793

Zijn beroemdste schilderij is "De dood van Marat" uit oktober 1793. David was de laatste die Marat had bezocht als voorzitter van de Jacobijnenclub, voordat Charlotte Corday hem de namen van de naar Caen gevluchte girondijnen had geleverd. Toen Marat haar verzekerde dat ze zouden worden geëxecuteerd, stak ze hem een mes door de borst. David werkte snel en als in trance volgens een leerling. Het lukte hem een volmaakt schilderij te produceren van een actuele politieke gebeurtenis. Opvallend zijn het licht rondom zijn hoofd, de krachteloze arm, het mes op de grond, de simpele grafsteen en de donkere onmetelijke achtergrond. Dit schilderij werd op 9 februari 1795 uit de Nationale Conventie verwijderd, toen de cultus rond Marat in ongenade viel bij het Directoire. Tegenwoordig is het werk te bezichtigen in de moderne afdeling van de Koninklijke Musea voor Schone Kunsten van België in Brussel.

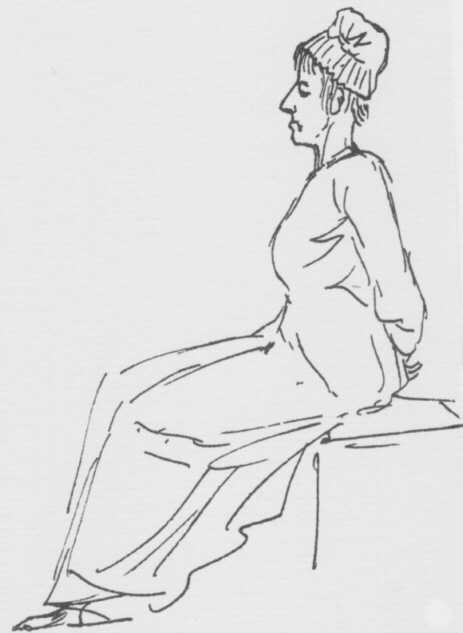
Marie Antoinette voor de guillotine door David

David was de organisator van een aantal groot feesten, bijgestaan door de dichter Marie-Joseph Chénier, zoals de herbegrafenis van Voltaire in het Pantheon op 11 juli 1791, de begrafenis van Marat, waarbij het zielloze lichaam in het bad zou worden rondgedragen en op 10 augustus 1793, een jaar na de Bestorming van de Tuilerieën, het feest van Eenheid en Ondeelbaarheid en de opening van het Louvre als museum. Hij was benoemd in het Comité de sûreté générale dat zich bezighield met de nationale veiligheid, in het bijzonder met algemene en binnenlandse politiezaken. Hij zou (tussen 14 september 1793 - 31 juli 1794) 300 doodvonnissen hebben getekend. David vereeuwigde de executie van Charlotte Corday, Marie Antoinette in oktober 1793, en zat in de rechtszaal te tekenen toen Georges Danton in april 1794 werd veroordeeld. De tekenaar kreeg de wind van voren van de in ongenade gevallen ex-minister van Justitie, die hem uitmaakte voor lakei.
David was twee weken president van de Nationale Conventie in januari 1794. Op 8 juni 1794 organiseerde David het feest van het Opperwezen en de Natuur (zie Cultus van de Rede) met muziek van François-Joseph Gossec en Étienne-Nicolas Méhul. Toen op zondag, de 9 Thermidor van het jaar II, een einde werd gemaakt aan het Schrikbewind en Robespierre werd gearresteerd, belandde David die thuis zat vanwege maagklachten een tijdlang in de fraaie gevangenis, het Palais du Luxembourg. Hij schilderde een zelfportret, maar ook zijn medegevangene en het uitzicht. Op verzoek van vrienden en leerlingen werd hij op 27 december 1794 vrijgelaten, maar is op 20 mei 1795 opnieuw gevangengenomen. Het nieuwe Directoire heeft hem - net als Joseph Fouché en Gracchus Babeuf - op 26 oktober 1795 amnestie verleend.

### Keizerrijk

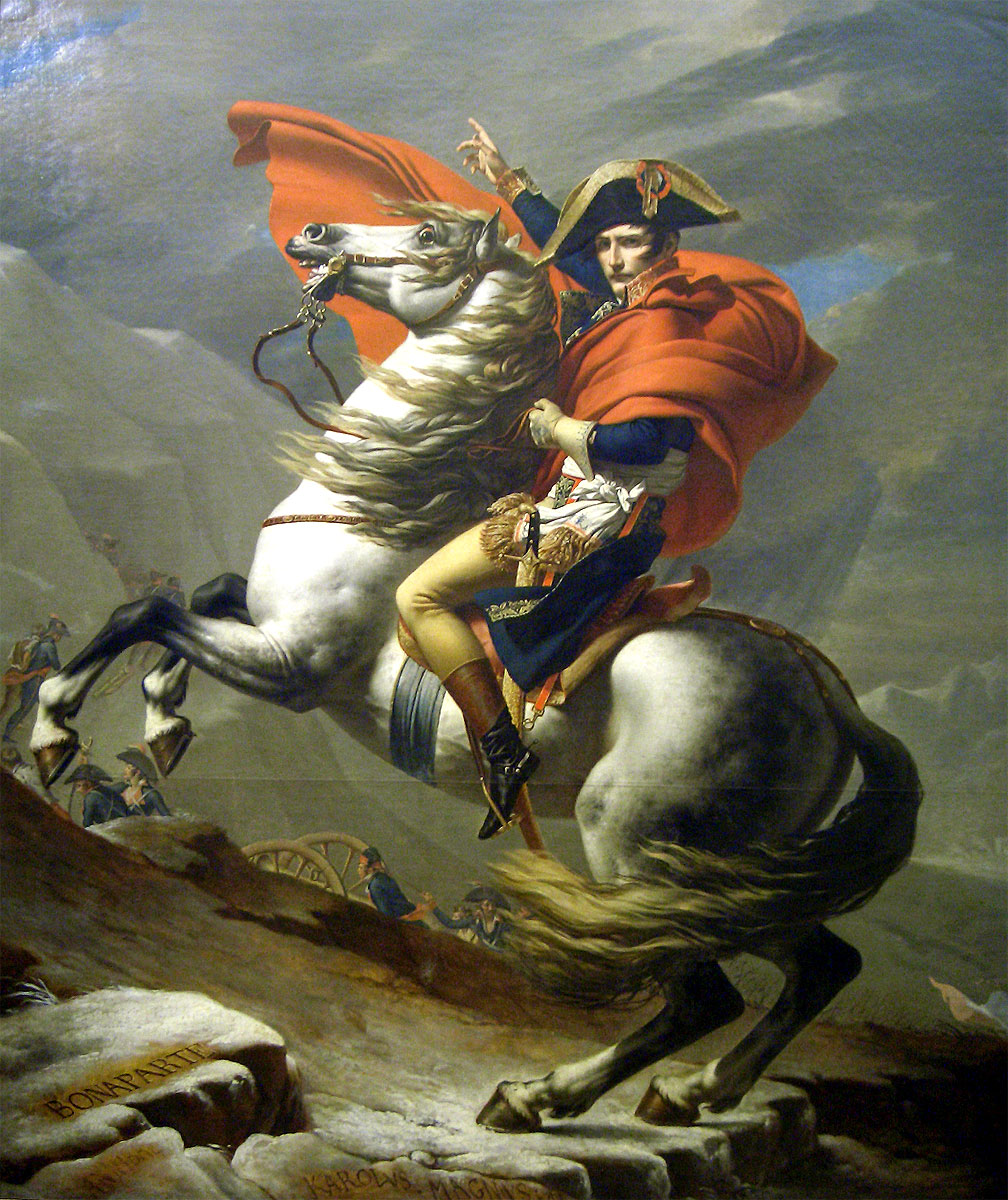
Napoleon steekt de Grote St.-Bernardpas over (1800)

In 1795 of eind 1797 ontmoette David Napoleon. Van 1799 tot 1815 was hij in dienst als zijn schilder. In 1800 schilderde hij Madame Juliette Récamier op een ligbank. In 1804 werd hij als hofschilder benoemd, waarbij hij het leven van de keizer vastlegde in werken zoals "De kroning van Napoleon en Joséphine de Beauharnais" (1807). Dit enorme doek heeft een oppervlakte van meer dan 50m².
Het kleurgebruik en gebruik van verschillende dimensies maakt dit doek tot een bijzonder werk, evenals hetgeen afgebeeld wordt. Te zien is hoe Joséphine de Beauharnais, de eerste echtgenote van Napoleon Bonaparte, wordt gekroond door haar man. Grote namen zijn te bewonderen op het schilderij, waaronder ministers van Napoleon, maar ook een gedeelte van zijn luisterrijke familie. Dit niet geheel naar waarheid, want zo staan Napoleons broer Joseph Bonaparte en hun moeder, Maria Laetitia Bonaparte, op het schilderij, terwijl zij niet aanwezig waren bij de kroning vanwege een ruzie tussen Joseph en Napoleon. Niet veel later gingen Napoleon en Josephine uit elkaar.
Tot 1837 stond het opgeborgen, waarna het in het koninklijke Paleis van Versailles is opgehangen. In 1889 is het origineel verplaatst naar het Louvre in Parijs en kwam een kopie, van de hand van David, te hangen op de plaats van het originele werk. Napoleon zelf zou gevonden hebben dat David hem 'te dik' had geschilderd.
Als een van de ondertekenaars van de doodstraf voor Lodewijk XVI (in januari 1793) werd David in 1816 verbannen. Een uitnodiging om naar Berlijn te komen sloeg hij af. Hij woonde vervolgens een tijd in Brussel, achter het gloednieuwe gebouw van de Koninklijke Muntschouwburg. Hij schilderde er zijn laatste grote meesterwerk: "Mars, ontwapend door Venus", dat door zijn leerlingen werd voltooid. Hij werd eerst begraven in de Sint-Michiel en Sint-Goedelekerk in afwachting van een eventuele repatriëring en later begraven op de begraafplaats van Brussel. Het hart van David werd begraven op het beroemde kerkhof Père-Lachaise in Parijs.
David had een groot aantal leerlingen, men zegt dat het er wel 400 zijn geweest, want zijn atelier was vrij toegankelijk. Tot zijn leerlingen behoren François-Joseph Navez die een portret van zijn leermeester schilderde (zie afbeelding) en Jeanne-Louise Vallain. In 1815 benoemde hij Antoine-Jean Gros als zijn opvolger.

## Bekende werken
- Belisarius vraagt om een aalmoes
- De dood van Marat
- De dood van Socrates
- De eed van de Horatii
- De lictoren brengen Brutus de lichamen van zijn zonen
- De Sabijnse vrouwen
- Mars ontwapend door Venus
- Napoleon steekt de Alpen over
- Portret van dokter Alphonse Leroy
- Portret van Madame Récamier

## Galerij

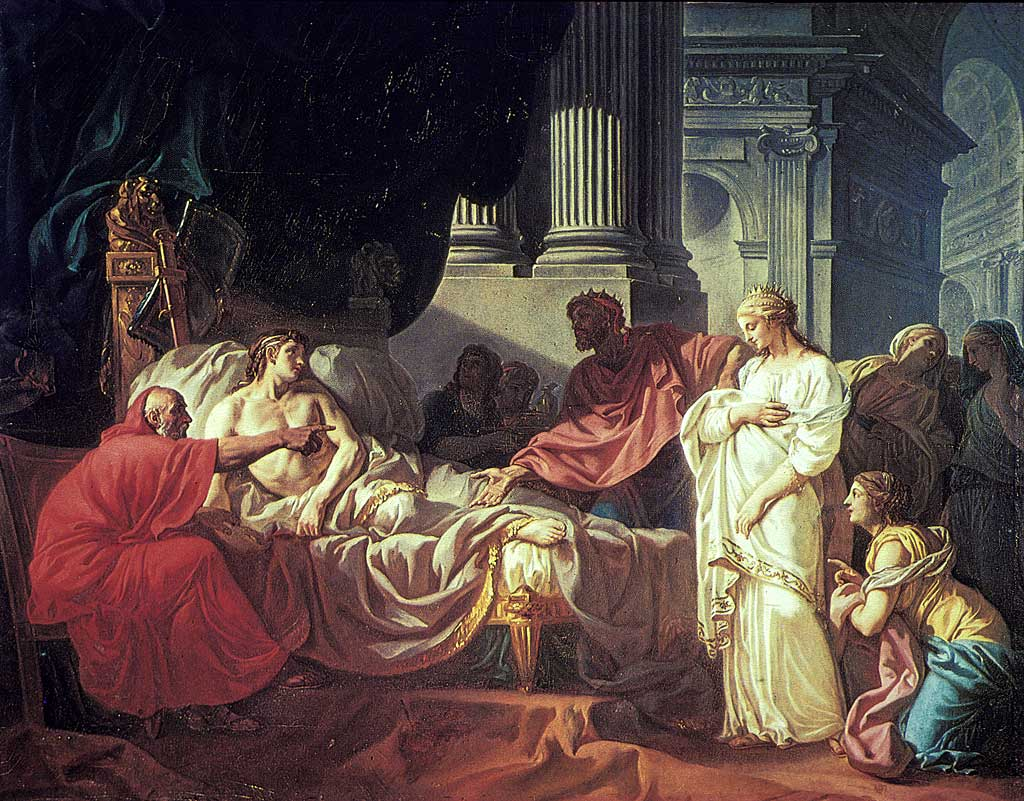
Erasistratos ontdekt welke ziekte Antiochius heeft (1774)
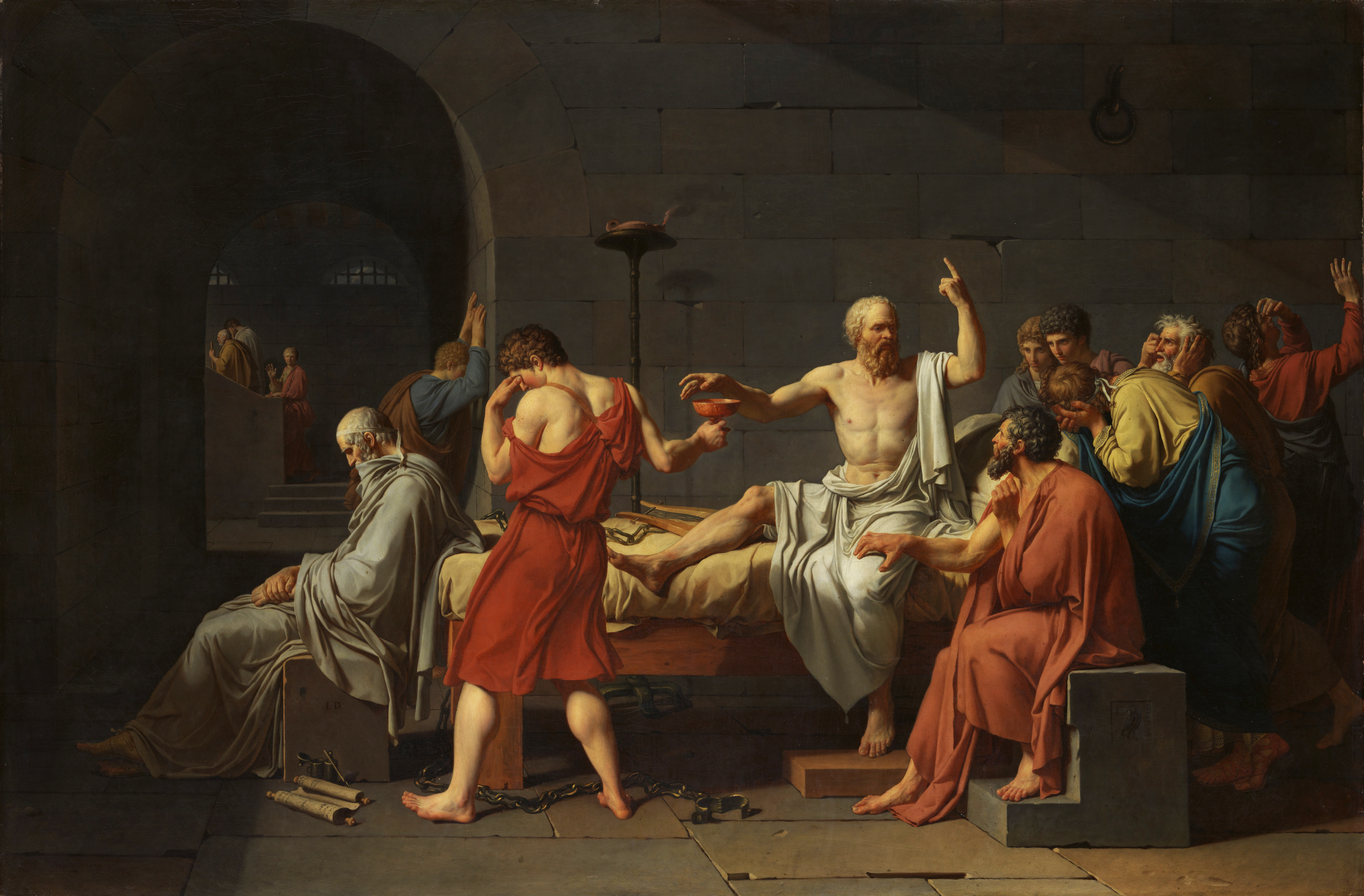
De dood van Socrates (1787)
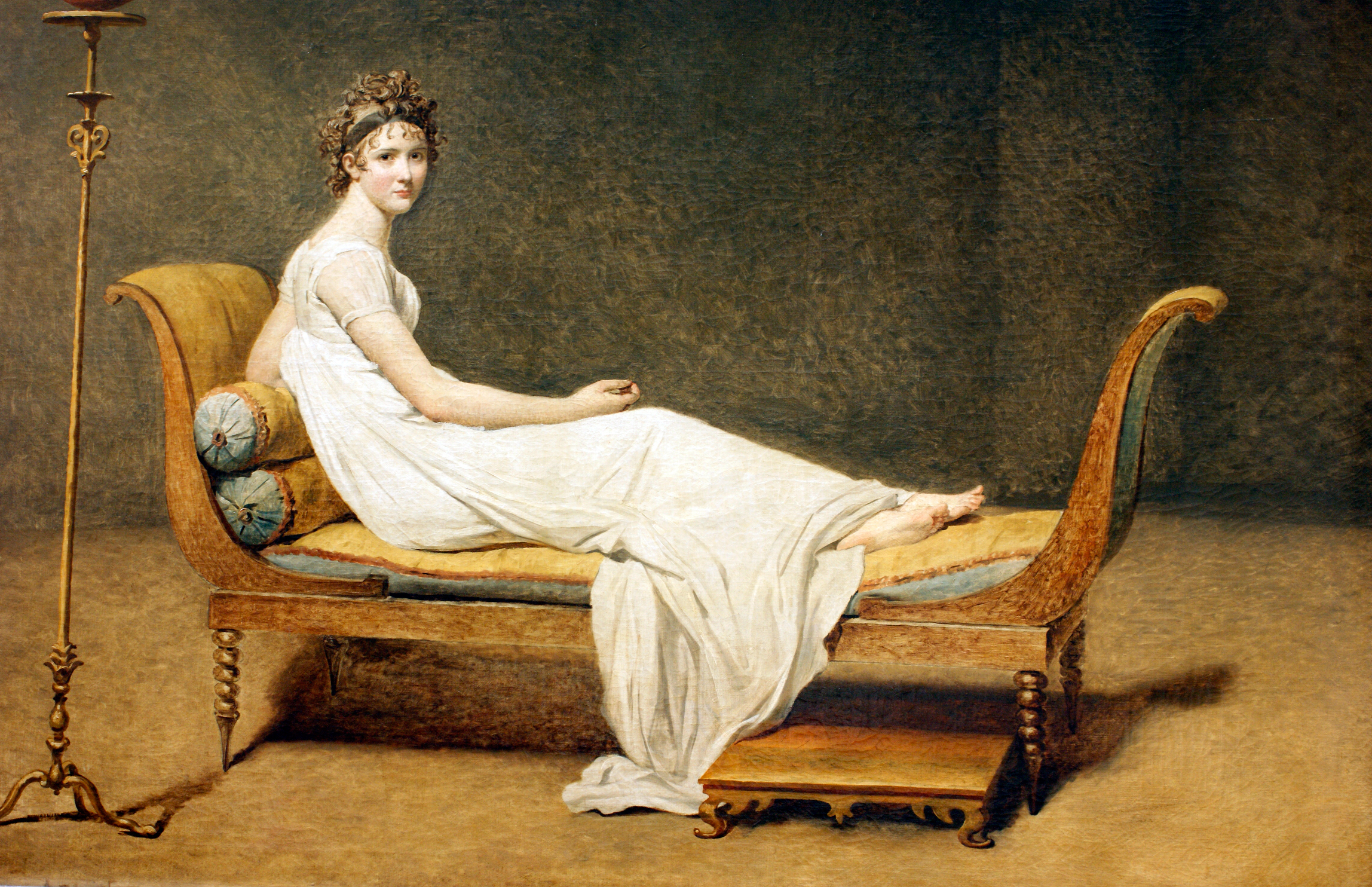
Portret van Madame Récamier door Jacques-Louis David (1800, Louvre)
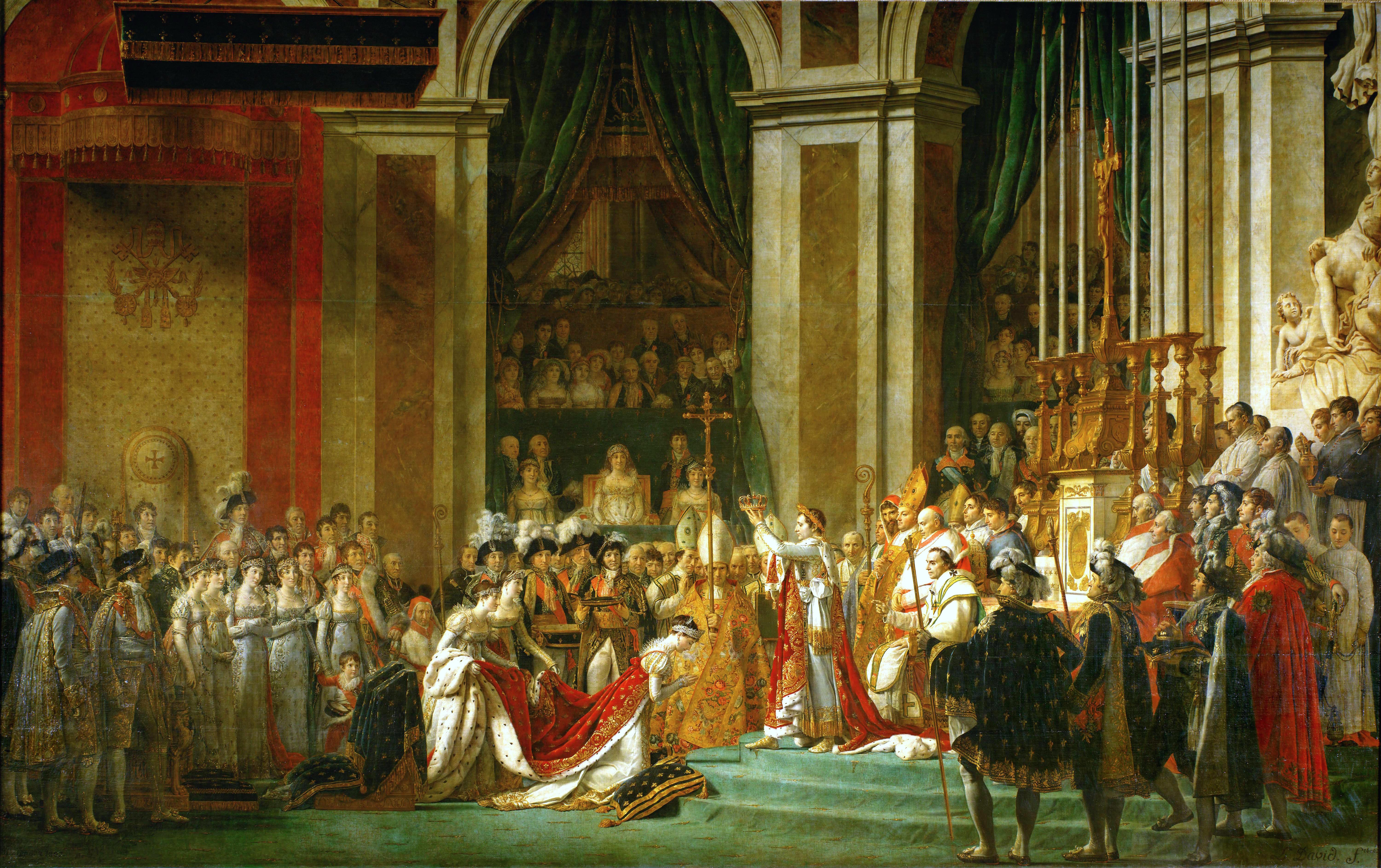
De kroning van Napoleon en Joséphine de Beauharnais (1807)
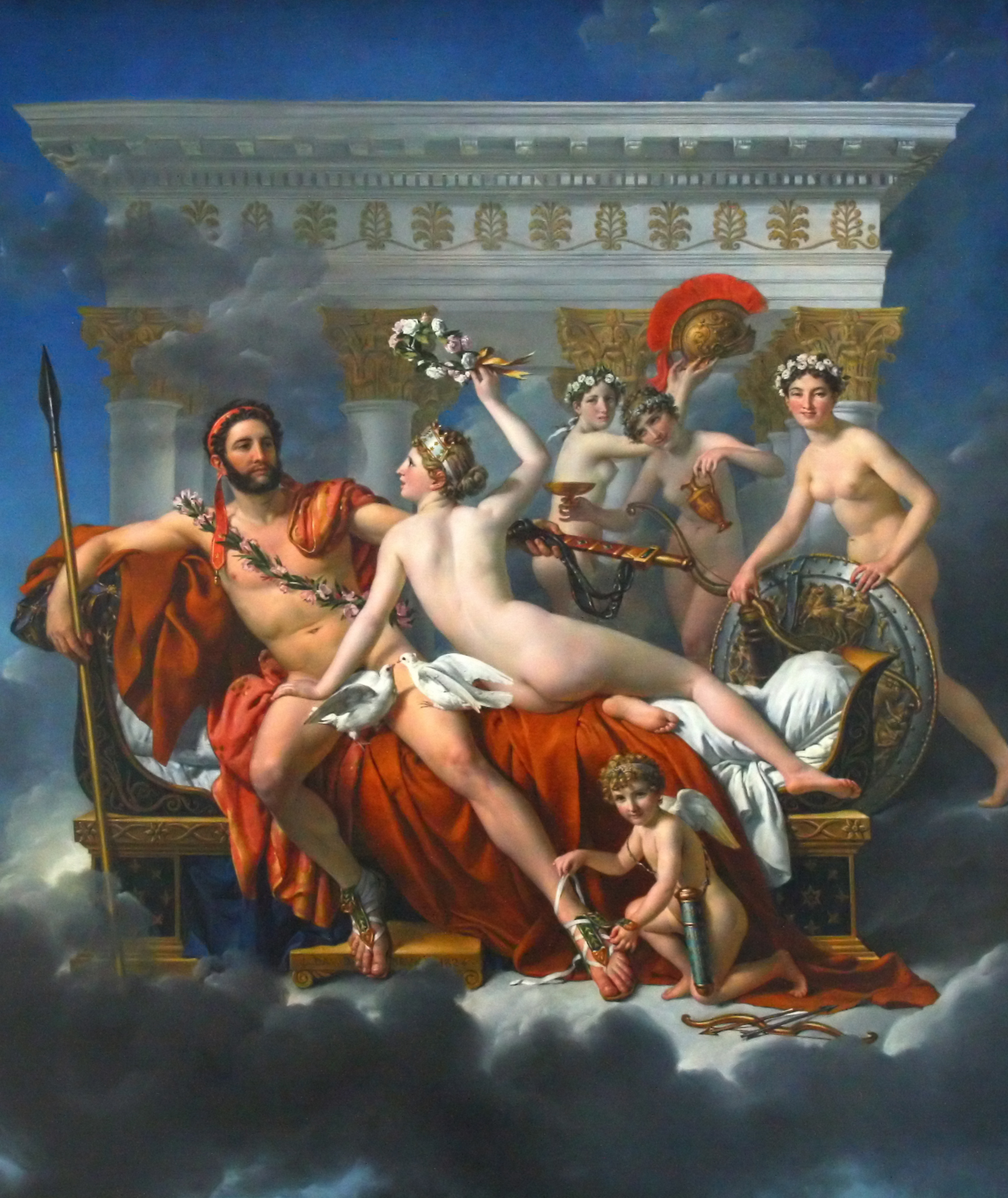
Mars ontwapend door Venus (1824)
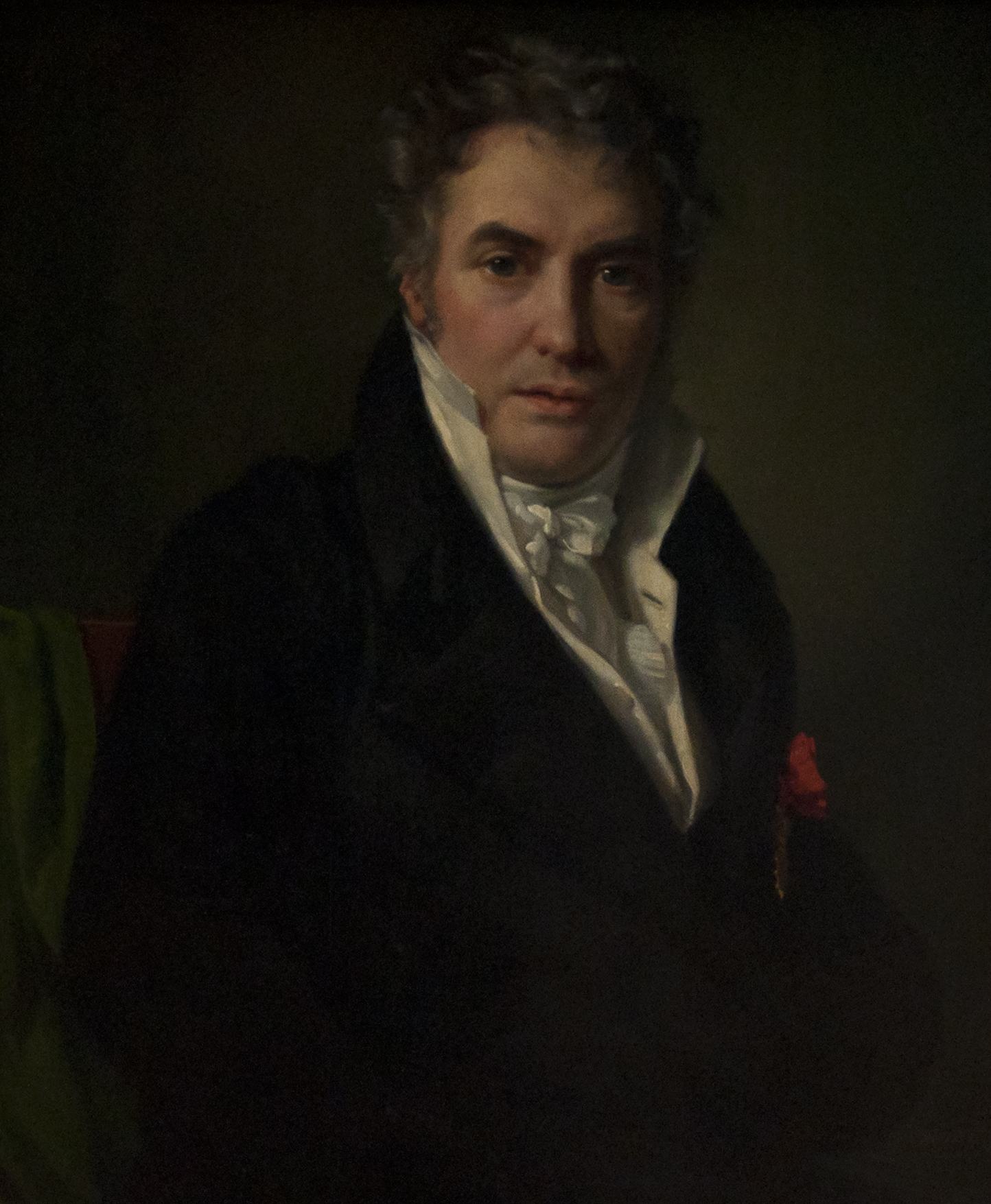
Portret van Jacques-Louis David (1817) door François-Joseph Navez in de Koninklijke Musea voor Schone Kunsten van België